# 田斌
田斌（?—?），明朝嘉靖年间，山东汶上起义首领。嘉靖二十五年（1546年），和妻子连氏、僧人惠金，以白莲教起义，年号天渊。纵横山东的曹、单、滕、濮等州，到河南的归德（今河南商丘）、開封（今屬河南），南直隶的徐州（今属江苏）、凤阳（今属安徽）。不久为治河都御史詹瀚镇压，田斌和连氏都被俘杀。

## 年號
田斌的年號為天淵，李兆洛《紀元編》云見《紀元韻敘》，未詳何時年份。毛奇齡《後鑑錄》記載田斌起事在嘉靖二十五年（1546年），無記載建元之事。

## 引用來源
1. 1 2  毛奇齡《後鑑錄》卷四：「嘉靖二十五年，汶上田斌妻連氏與白蓮僧惠金、妖人楊惠通，煽亂焚殺，曹、單、滕、濮間，凡所掠丁壯，醉以藥咒之，使列陣前，則憨戰不避死傷以故，從者日益眾。東撫何鰲以狀聞，即命鰲討賊，鰲坐視不少動。無何，賊大熾西寇歸、開，南掠徐、鳳，治河都御史詹瀚集役卒格鬥敗之，衛兵繼至，獲斌及連氏，餘黨釋去。」
2. ↑  李崇智《中國歷代年號考》第216頁。
3. ↑  李兆洛《紀元編》卷上：「田斌〈山東賊〉，天淵。〈見《紀元韻敘》。《年號韻編》作王斌〉」